# Onthophagus atrofasciatus
Onthophagus atrofasciatus là một loài bọ cánh cứng trong họ Bọ hung (Scarabaeidae).